# Peleaga
Peleaga (en romanès Vârful Peleaga) és un pic que es troba en el punt més alt de les muntanyes de Retezat a Romania. La seva alçada sobre el nivell del mar és de 2.509 metres. Peleaga es troba al comtat romanès de Hunedoara i es troba dins de la regió de Transsilvània.
A més del seu cim més alt Peleaga, les muntanyes Retezat, que formen part dels Carpats del Sud, alberguen alguns dels massissos més alts de Romania. Altres cims importants de la serralada són el Păpuşa (Varful Păpuşa) i el Pic Retezat (Vârful Retezat). Les muntanyes del Retezat tenen molts llacs glacials, inclòs el més gran de Romania, el llac Bucura (lacul Bucura), que cobreix 8,9 ha i es troba a una altitud de 2.030 metres. La zona també conté el Parc Nacional Retezat, el primer parc nacional de Romania.

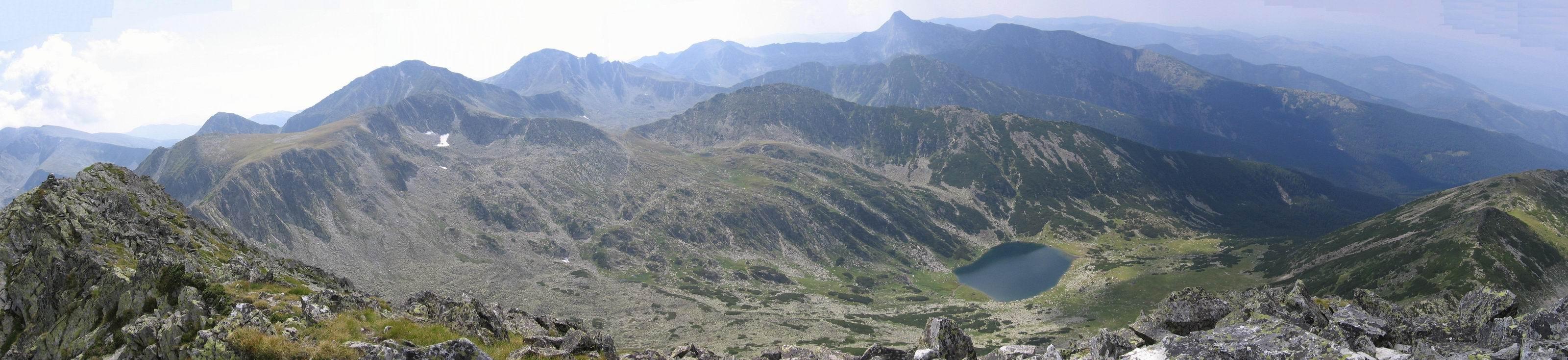
Les muntanyes del Retezat vistes des d’un cim (Vârfu Mare, "El gran cim")